# ویلیام باکلی، جونیر
ویلیام فرانک باکلی، جونیر (انگلیسی: William Frank Buckley, Jr.; ۲۴ نوامبر ۱۹۲۵ – ۲۷ فوریهٔ ۲۰۰۸) یک روزنامه‌نگار، مجری تلویزیون، پدیدآور، و رمان‌نویس اهل ایالات متحده آمریکا بود. باکلی از مطرح‌ترین چهره‌های جریان محافظه‌کاری در ایالات متحده، بنیان‌گذار مجله نشنال ریویو و میزبان برنامه تلویزیونی Firing Line (۱۹۶۶–۱۹۹۹) بود. باکلی به دایره گسترده واژگان و لهجه انگلیسی ویژه‌اش شهره بود. برجسته‌ترین دستاورد باکلی را ترکیب محافظه‌کاری سنتی و لیبرالیسم کلاسیک دانسته‌اند که در سیاست‌مداران جمهوری‌خواهی مانند گلدواتر و رونالد ریگان نمود پیدا کرد.

## جنبش محافظه‌کاری
باکلی و همکارانش در نشنال ریویو با مرزبندی با عقاید و افرادی که نامناسب می‌پنداشتند به بازتعریف محافظه‌کاری پرداختند. به عنوان نمونه، باکلی جریانات ضدیهودی و نژادپرستانه و همچین افرادی مانند جرج والاس (طرفدار جداسازی نژادی) را رد کرد.
جرج نش در کتاب سنت فکری محافظه‌کاری پس از ۱۹۴۵(The Conservative Intellectual Tradition since 1945) می‌گوید که نشنال ریویو تحت رهبری باکلی با متحد کردن سه جریان فکری قدرتمند و مستقل لیبرترینیسم، سنت‌گرایی و تفکر ضد کمونیستی راست نوین پسا جنگ جهانی دوم را شکل داد.

## مناظره با گور ویدال
در سال ١٩٦٨ و در جریان انتخابات مقدماتی احزاب جهموری‌خواه و دموکرات، شبکه ABC یک رشته مناظره با حضور باکلی و نویسنده معروف گور ویدال برگزار کرد. در مناظره یکی مانده به آخر در شیکاگو، جدالی لفظی بر سر اعتراضات مردمی به جنگ ویتنام بین باکلی و ویدال درگرفت که در آن ویدال باکلی را به همدلی با نازی‌ها متهم کرد و باکلی در جواب ویدال را کوئیر خطاب کرد. پس از مناظرات، این مناقشه برای مدتی در مطبوعات ادامه پیدا کرد و طرفین از یکدیگر شکایت کردند. فیلم بهترین دشمنان روایت مستندی از مناظرات ویدال و باکلی و وقایع پس از آن ارائه می‌دهد.

## جوایز
باکلی در سال ۱۹۹۱ نشان افتخار آزادی رئیس‌جمهوری را از دست جرج اچ. دابلیو. بوش دریافت کرد.